# Hovahydrus
Hovahydrus – rodzaj wodnych chrząszczy z rodziny pływakowatych, podrodziny Hydroporinae i plemienia Hyphydrini.

## Taksonomia
Rodzaj ten został wydzielony z rodzaju Hyphydrus w 1982 przez Olofa Biströma.

## Występowanie
Wszystkie należące tu gatunki są endemitami Madagaskaru.

## Systematyka
Do rodzaju tego należą 4 opisane gatunki:
- Hovahydrus minutissimus (Régimbart, 1903)
- Hovahydrus perrieri (Fairmaire, 1898)
- Hovahydrus praetextus (Guignot, 1951)
- Hovahydrus sinapi (Guignot, 1955)